# مرحلة البلعمة
يشير مصطلح مرحلة البلعمة أو المرحلة الخيشومية (بالإنجليزية: Pharyngula)‏ في علم الأحياء الإنمائي إلى مرحلة من مراحل نمو الجنين. وتأتي مرحلة البلعمة في أعقاب مراحل الأريمة والمُعَيدة والعصيبة. ويظهر تشابه كبير في مرحلة البلعمة بين جميع أجنة الفقاريات، حيث تتسم كلها بالسمات التالية:
- الحبل الظهري.
- الحبل العصبي الظهراني المجوّف.
- الذيل خلف الشرجي.
- سلسلة من التلم الخيشومي المزدوج.

ويكون التلم الخيشومي متطابقًا من الداخل عن طريق سلسلة من الجيبات الخيشومية. وتلتقي الجيبة مع التلم في الأسماك ليكونا فلجات خيشومية تسمح للمياه بالمرور من البلعوم فوق الخياشيم وإلى خارج الجسم.
ويختفي التلم والجيبة في الفقاريات الأخرى، ويتمثل الأثر الوحيد لوجود البلعمة في البشر في النفير والنفق السمعي اللذان (لا يفصل بينهما إلا الطبلة) يربطان البلعوم بالجزء الخارجي من الرأس.
أول من اكتشف وجود مرحلة البلعمة الشائعة في الفقاريات هو عالم الأحياء الألمانيإرنست هيكل وذلك عام 1874م.